# Debersdorfer Bach
Der Debersdorfer Bach ist ein ca. 5,5 km langer Bach in Bayern. Das Gewässer fließt ausschließlich im oberfränkischen Landkreis Bamberg. Er mündet nach südöstlichen Lauf zwischen Schlüsselfeld und Rambach von links in die Reiche Ebrach.

## Geographie

### Quelle und Oberlauf
Der Debersdorfer Bach entspringt im sogenannten Burgwindheimer Forst, ca. 0,6 km nördlich des Ortes Wüstenbuch im Landkreis Bamberg, Oberfranken. Ca. 1 km westlich der Quelle des Debersdorfer Baches entspringt der ebenfalls im Steigerwald gelegene Schrappach, der in nördlicher Richtung in die Mittlere Ebrach mündet. Nach der Quelle verlässt der Bach den Wald Richtung Offenlandflächen und erreicht kurze Zeit später den Ort Wüstenbuch, der ein Stadtteil von Schlüsselfeld ist. Daraufhin speist der Bach in südlicher Richtung einige Fischweiher mit Wasser, um danach die beiden Waldgebiete Fichtholz und Debersdorfer Seite zu durchqueren.

### Mittellauf
Der weiterhin durch den Wald verlaufende Bach basiert kurze Zeit später östlich das Biotop „Hochstaudenflur und Seggenried östlich Wüstenbuch“. Anschließend erreicht der weiterhin südöstlich verlaufende Debersdorfer Bach den Naturwald Fichtholz, der einige seltene Edellaubholzbestände aufweist. Danach verlässt das Gewässer den Wald um kurze Zeit später den Ort Debersdorf zu erreichen. Dort mündet aus Osten kommend der Schlüsselbach in den Debersdorfer Bach, der seine Quelle im Schlüsselfelder Stadtwald hat.

### Unterlauf
Der Bach, der den Ort Debersdorf in südlicher Richtung verlässt, fließt anschließend neben dem Biotop mit dem Namen „Verbuschender Hang bei Debersdorf“, mit dem Hauptbiotoptyp „Initiale Gebüsche und Gehölze“, sowie „Feldgehölz, naturnah" und "Magerrasen, basenreich“. Anschließend mündet kurz vor einem kleinen Waldstück von osten kommend ein kleiner Graben in den Bach. Daraufhin speist der Debersdorfer Bach erneut einige Fischweiher mit Wasser, um anschließend östlich am Dennert Werk in Schlüsselfeld vobeizufließen. Nach ca. 5,5 km endet der Flusslauf südlich von Schlüsselfeld mit der Mündung in die Reiche Ebrach. Er hat somit ein mittleres Sohlgefälle von 20 ‰.

### Zuflüsse
Angegeben ist die jeweilige Länge und das Einzugsgebiet des jeweiligen Zuflusses sowie sein Mündungsort und seine Mündungshöhe. Andere Quellen für die Angaben sind vermerkt. Die ersten zwei Werte wurden in der Regel abgemessen.
| Name               | Lage   | Länge [in km] | EZG [in km²] | Mündungs- ort           | Mündungs- höhe [m. ü. ŇHN] |
| ------------------ | ------ | ------------- | ------------ | ----------------------- | -------------------------- |
| Schwabengrundbach  | rechts | ca. 00,49     | ca. 00,47    | nördlich von Wüstenbuch | 357                        |
| Jägerstaffelbach   | links  | ca. 01,00     | ca. 01,02    | Östlich von Wüstenbuch  | 346                        |
| Reichardsgrundbach | rechts | ca. 00,80     | ca. 00,60    | südlich von Wüstenbuch  | 341                        |
| Schlüsselbach      | links  | ca. 01,66     | ca. 02,35    | in Debersdorf           | 321                        |
| Seitenbach         | links  | ca. 00,74     | ca. 01,20    | südlich von Debersdorf  | 310                        |

### Orte
Folgende Orte liegen direkt oder in unmittelbarer Nähe am Debersdorfer Bach.
- Wüstenbuch
- Debersdorf
- Rambach
- Schlüsselfeld

### Einzugsgebiet
Das 9,7 km² große Einzugsgebiet des Debersdorfer Baches liegt im Steigerwald. Es wird über die Reiche Ebrach, die Regnitz, den Main und den Rhein zur Nordsee entwässert.
Es grenzt
- im Norden an das vom Schrappach und an das vom Büchelbach, die in die Mittlere Ebrach münden
- im Osten an das vom Allbach und vom Thüngbach, die ebenfalls Nebenbäche der Reichen Ebrach sind
- im Süden an das der Reichen Ebrach
- im Westen an das Einzugsgebiet des Sambaches, der ebenfalls in die Reiche Ebrach mündet

## Naturschutz

### Naturwald
Im Dezember 2020 wies die bayerische Staatsregierung in einigen Teilen Bayerns Naturwälder aus. Der Naturwald 3292 befindet sich am Lauf des Debersdorfer Baches nördlich des Ortes Debersdorf – er trägt den Namen Fichtholz. Die Schutzgründe liegen laut den Bayerischen Staatsforsten darin, dass es sich hierbei um einen seltenen Waldbestand von Edellaubholz, Schwarzerle und Fichte handelt.
| Nummer Naturwald | Name      | Fläche in Ha | Schutzgründe                                         |
| ---------------- | --------- | ------------ | ---------------------------------------------------- |
| 3292             | Fichtholz | 04,04        | Seltener Waldbestand Edellaubholz Schwarzerle Fichte |

### Biotope
Am Flusslauf des Debersdorfer Baches befinden sich einige geschützte Biotope, wie z. B. „Feuchtflächen am Reichartsgrund und am Debersdorfer Bach“, welches sich fast vollständig im neu geschaffenem Naturwald Fichtholz befindet.
| Biotop-Nummer | Name                                                     | Fläche in Ha | Haupt- biotoptyp                                       |
| ------------- | -------------------------------------------------------- | ------------ | ------------------------------------------------------ |
| 6229-0137-003 | Feuchtflächen am Reichartsgrund und am Debersdorfer Bach | 01,70        | Gewässer-Begleitgehölze, linear                        |
| 6229-1164-000 | Hochstaudenflur und Seggenried östlich Wüstenbuch        | 00,14        | Feuchte und nasse Hochstaudenfluren, planar bis montan |
| 6229-1168-000 | Feuchtwiese und Borstgrasrasen nordöstlich Wüstenbuch    | 00,17        | Seggen- od. binsenreiche Nasswiesen, Sümpfe            |

### BayernAtlas („BA“)
Amtliche Online-Gewässerkarte mit passendem Ausschnitt und den hier benutzten Layern: Karte von Lauf und Einzugsgebiet des Debersdorfer Baches

Allgemeiner Einstieg ohne Voreinstellungen und Layer: BayernAtlas der Bayerischen Staatsregierung (Hinweise)
1. 1 2  Höhe abgefragt auf dem Hintergrundlayer Amtliche Karte (Rechtsklick).
2. ↑  Länge abgemessen auf dem Hintergrundlayer Amtliche Karte.
3. ↑  Einzugsgebiet abgemessen auf dem Hintergrundlayer Amtliche Karte.
4. ↑  Länge abgemessen auf dem Hintergrundlayer Amtliche Karte.
5. ↑  Einzugsgebiet abgemessen auf dem Hintergrundlayer Amtliche Karte.
6. ↑  Höhe abgefragt auf dem Hintergrundlayer Amtliche Karte (Rechtsklick).

### Sonstige Einzelnachweise
1. ↑  BayernAtlas. Abgerufen am 5. Mai 2021.
2. 1 2  Trittsteine. Abgerufen am 5. Mai 2021.
3. ↑  BayernAtlas. Abgerufen am 5. Mai 2021.